# Hookeria rotundifolia
Hookeria rotundifolia là một loài Rêu trong họ Hookeriaceae. Loài này được Hook. f. & Wilson mô tả khoa học đầu tiên năm 1844.